# کری (میسیسیپی)
کری (به انگلیسی: Cary) شهرکی در ایالت میسیسیپی کشور ایالات متحده آمریکا است که جمعیت آن در سرشماری سال ۲۰۱۰ میلادی، ۳۱۳
نفر بوده‌است.